# Seria GP3 – Hockenheimring 2016
Runda GP3 na torze Hockenheimring – piąta runda mistrzostw serii GP3 w sezonie 2016.

## Lista startowa
| Nr | Kierowca                  | Zespół              | Samochód       | Silnik      | Opony |
| -- | ------------------------- | ------------------- | -------------- | ----------- | ----- |
| 1  | Charles Leclerc           | ART Grand Prix      | Dallara GP3/16 | AER V6 3.4l | P     |
| 2  | Nirei Fukuzumi            | ART Grand Prix      | Dallara GP3/16 | AER V6 3.4l | P     |
| 3  | Alexander Albon           | ART Grand Prix      | Dallara GP3/16 | AER V6 3.4l | P     |
| 4  | Nyck de Vries             | ART Grand Prix      | Dallara GP3/16 | AER V6 3.4l | P     |
| 5  | Antonio Fuoco             | Trident             | Dallara GP3/16 | AER V6 3.4l | P     |
| 6  | Artur Janosz              | Trident             | Dallara GP3/16 | AER V6 3.4l | P     |
| 7  | Giuliano Alesi            | Trident             | Dallara GP3/16 | AER V6 3.4l | P     |
| 8  | Sandy Stuvik              | Trident             | Dallara GP3/16 | AER V6 3.4l | P     |
| 9  | Jake Dennis               | Arden International | Dallara GP3/16 | AER V6 3.4l | P     |
| 10 | Tatiana Calderón          | Arden International | Dallara GP3/16 | AER V6 3.4l | P     |
| 11 | Jack Aitken               | Arden International | Dallara GP3/16 | AER V6 3.4l | P     |
| 14 | Matt Parry                | Koiranen GP         | Dallara GP3/16 | AER V6 3.4l | P     |
| 16 | Matewos Isaakian          | Koiranen GP         | Dallara GP3/16 | AER V6 3.4l | P     |
| 17 | Ralph Boschung            | Koiranen GP         | Dallara GP3/16 | AER V6 3.4l | P     |
| 18 | Akash Nandy               | Jenzer Motorsport   | Dallara GP3/16 | AER V6 3.4l | P     |
| 20 | Arjun Maini               | Jenzer Motorsport   | Dallara GP3/16 | AER V6 3.4l | P     |
| 22 | Álex Palou                | Campos Racing       | Dallara GP3/16 | AER V6 3.4l | P     |
| 23 | Steijn Schothorst         | Campos Racing       | Dallara GP3/16 | AER V6 3.4l | P     |
| 24 | Konstantin Tierieszczenko | Campos Racing       | Dallara GP3/16 | AER V6 3.4l | P     |
| 26 | Santino Ferrucci          | DAMS                | Dallara GP3/16 | AER V6 3.4l | P     |
| 27 | Jake Hughes               | DAMS                | Dallara GP3/16 | AER V6 3.4l | P     |
| 28 | Kevin Jörg                | DAMS                | Dallara GP3/16 | AER V6 3.4l | P     |
| Nr | Kierowca                  | Zespół              | Samochód       | Silnik      | Opony |

## Wyniki

### Sesja treningowa
| Nr | Kierowca    | Konstruktor         | Czas     | Okr. |
| -- | ----------- | ------------------- | -------- | ---- |
| 11 | Jack Aitken | Arden International | 1:28,955 | 19   |

### Kwalifikacje
Źródło: gp3series.com
| Poz. | Nr | Kierowca                  | Konstruktor         | Czas     | Poz. s. |
| ---- | -- | ------------------------- | ------------------- | -------- | ------- |
| 1    | 3  | Alexander Albon           | ART Grand Prix      | 1:28,431 | 1       |
| 2    | 1  | Charles Leclerc           | ART Grand Prix      | 1:28,509 | 5       |
| 3    | 9  | Jake Dennis               | Arden International | 1:28,518 | 2       |
| 4    | 4  | Nyck de Vries             | ART Grand Prix      | 1:28,524 | 3       |
| 5    | 5  | Antonio Fuoco             | Trident             | 1:28,618 | 4       |
| 6    | 14 | Matt Parry                | Koiranen GP         | 1:28,638 | 6       |
| 7    | 2  | Nirei Fukuzumi            | ART Grand Prix      | 1:28,662 | 7       |
| 8    | 22 | Álex Palou                | Campos Racing       | 1:28,838 | 8       |
| 9    | 23 | Steijn Schothorst         | Campos Racing       | 1:28,918 | 9       |
| 10   | 11 | Jack Aitken               | Arden International | 1:28,935 | 10      |
| 11   | 8  | Sandy Stuvik              | Trident             | 1:28,944 | 11      |
| 12   | 27 | Jake Hughes               | DAMS                | 1:29,052 | 12      |
| 13   | 20 | Arjun Maini               | Jenzer Motorsport   | 1:29,076 | 13      |
| 14   | 24 | Konstantin Tierieszczenko | Campos Racing       | 1:29,107 | 17      |
| 15   | 17 | Ralph Boschung            | Koiranen GP         | 1:29,126 | 14      |
| 16   | 7  | Giuliano Alesi            | Trident             | 1:29,301 | 15      |
| 17   | 26 | Santino Ferrucci          | DAMS                | 1:29,311 | 16      |
| 18   | 6  | Artur Janosz              | Trident             | 1:29,383 | 18      |
| 19   | 28 | Kevin Jörg                | DAMS                | 1:29,542 | 19      |
| 20   | 16 | Matewos Isaakian          | Koiranen GP         | 1:29,665 | 20      |
| 21   | 18 | Akash Nandy               | Jenzer Motorsport   | 1:29,847 | 21      |
| 22   | 10 | Tatiana Calderón          | Arden International | 1:29,895 | 22      |
| Poz. | Nr | Kierowca                  | Konstruktor         | Czas     | Poz. s. |

### Wyścig 1

#### Wyścig
Źródło: Wyprzedź Mnie!
| P                 | + / –     | Nr | Kierowca                  | Konstruktor         | Okr. | Czas / Strata | Komentarz |
| ----------------- | --------- | -- | ------------------------- | ------------------- | ---- | ------------- | --------- |
| 1                 | 3         | 5  | Antonio Fuoco             | Trident             | 23   | 38:25,683     |           |
| 2                 | 1         | 4  | Nyck de Vries             | ART Grand Prix      | 23   | +0:05,988     |           |
| 3                 | 3         | 14 | Matt Parry                | Koiranen GP         | 23   | +0:06,836     |           |
| 4                 | 3         | 3  | Alexander Albon           | ART Grand Prix      | 23   | +0:07,973     |           |
| 5                 | Bez zmian | 1  | Charles Leclerc           | ART Grand Prix      | 23   | +0:10,519     |           |
| 6                 | 4         | 11 | Jack Aitken               | Arden International | 23   | +0:12,291     |           |
| 7                 | 6         | 20 | Arjun Maini               | Jenzer Motorsport   | 23   | +0:14,828     |           |
| 8                 | 4         | 27 | Jake Hughes               | DAMS                | 23   | +0:18,246     |           |
| 9                 | 7         | 26 | Santino Ferrucci          | DAMS                | 23   | +0:20,065     |           |
| 10                | 12        | 10 | Tatiana Calderón          | Arden International | 23   | +0:20,206     |           |
| 11                | 7         | 6  | Artur Janosz              | Trident             | 23   | +0:23,964     |           |
| 12                | 10        | 9  | Jake Dennis               | Arden International | 23   | +0:25,332     |           |
| 13                | 8         | 18 | Akash Nandy               | Jenzer Motorsport   | 23   | +0:25,467     |           |
| 14                | 5         | 28 | Kevin Jörg                | DAMS                | 23   | +0:37,076     |           |
| 15                | 1         | 17 | Ralph Boschung            | Koiranen GP         | 23   | +1:01,860     |           |
| 16                | 8         | 22 | Álex Palou                | Campos Racing       | 23   | +1:13,841     |           |
| Niesklasyfikowani |           |    |                           |                     |      |               |           |
|                   |           | 8  | Sandy Stuvik              | Trident             | 14   | +9 okr.       |           |
|                   |           | 23 | Steijn Schothorst         | Campos Racing       | 4    | +19 okr.      |           |
|                   |           | 2  | Nirei Fukuzumi            | ART Grand Prix      | 3    | +20 okr.      |           |
|                   |           | 16 | Matewos Isaakian          | Koiranen GP         | 3    | +20 okr.      |           |
|                   |           | 24 | Konstantin Tierieszczenko | Campos Racing       | 2    | +21 okr.      |           |
|                   |           | 7  | Giuliano Alesi            | Trident             | 0    | +23 okr.      |           |
| P                 | + / –     | Nr | Kierowca                  | Konstruktor         | Okr. | Czas / Strata | Komentarz |

#### Najszybsze okrążenie
| Nr | Kierowca        | Konstruktor    | Czas     | Okr. |
| -- | --------------- | -------------- | -------- | ---- |
| 1  | Charles Leclerc | ART Grand Prix | 1:31,703 | 7    |

### Wyścig 2

#### Wyścig
Źródło: Wyprzedź Mnie!
| P                 | + / –     | Nr | Kierowca                  | Konstruktor         | Okr. | Czas / Strata | Komentarz |
| ----------------- | --------- | -- | ------------------------- | ------------------- | ---- | ------------- | --------- |
| 1                 | Bez zmian | 27 | Jake Hughes               | DAMS                | 18   | 29:51,410     |           |
| 2                 | 1         | 11 | Jack Aitken               | Arden International | 18   | +0:02,602     |           |
| 3                 | 1         | 1  | Charles Leclerc           | ART Grand Prix      | 18   | +0:05,884     |           |
| 4                 | 5         | 26 | Santino Ferrucci          | DAMS                | 18   | +0:06,835     |           |
| 5                 | 3         | 20 | Arjun Maini               | Jenzer Motorsport   | 18   | +0:07,718     |           |
| 6                 | 6         | 9  | Jake Dennis               | Arden International | 18   | +0:08,935     |           |
| 7                 | 1         | 14 | Matt Parry                | Koiranen GP         | 18   | +0:14,441     |           |
| 8                 | 1         | 4  | Nyck de Vries             | ART Grand Prix      | 18   | +0:16,694     |           |
| 9                 | 1         | 10 | Tatiana Calderón          | Arden International | 18   | +0:16,940     |           |
| 10                | 4         | 28 | Kevin Jörg                | DAMS                | 18   | +0:17,928     |           |
| 11                | 8         | 2  | Nirei Fukuzumi            | ART Grand Prix      | 18   | +0:18,562     |           |
| 12                | 5         | 8  | Sandy Stuvik              | Trident             | 18   | +0:27,796     |           |
| 13                | 7         | 16 | Matewos Isaakian          | Koiranen GP         | 18   | +0:28,852     |           |
| 14                | 8         | 7  | Giuliano Alesi            | Trident             | 18   | +0:29,197     |           |
| 15                | 6         | 24 | Konstantin Tierieszczenko | Campos Racing       | 18   | +0:29,641     |           |
| 16                | 3         | 18 | Akash Nandy               | Jenzer Motorsport   | 18   | +0:29,928     |           |
| 17                | 1         | 23 | Steijn Schothorst         | Campos Racing       | 18   | +0:30,344     |           |
| 18                | 10        | 5  | Antonio Fuoco             | Trident             | 17   | +1 okr.       |           |
| 19                | 3         | 22 | Álex Palou                | Campos Racing       | 16   | +2 okr.       |           |
| Niesklasyfikowani |           |    |                           |                     |      |               |           |
|                   |           | 17 | Ralph Boschung            | Koiranen GP         | 1    | +17 okr.      |           |
|                   |           | 3  | Alexander Albon           | ART Grand Prix      | 1    | +17 okr.      |           |
|                   |           | 6  | Artur Janosz              | Trident             | 0    | +18 okr.      |           |
| P                 | + / –     | Nr | Kierowca                  | Konstruktor         | Okr. | Czas / Strata | Komentarz |

#### Najszybsze okrążenie
| Nr | Kierowca    | Konstruktor | Czas     | Okr. |
| -- | ----------- | ----------- | -------- | ---- |
| 27 | Jake Hughes | DAMS        | 1:31,464 | 5    |

## Klasyfikacja po zakończeniu rundy

### Kierowcy
| P  | +/− | Kierowca                  | Starty | Punkty | P1 | P2 | P3 | PP | NO | NS |
| -- | --- | ------------------------- | ------ | ------ | -- | -- | -- | -- | -- | -- |
| 1  | +1  | Charles Leclerc           | 10     | 126    | 2  | 1  | 3  | 1  | 3  | 1  |
| 2  | −1  | Alexander Albon           | 10     | 123    | 3  | 2  | –  | 2  | 2  | 1  |
| 3  | 0   | Antonio Fuoco             | 10     | 115    | 2  | 1  | 3  | –  | –  | –  |
| 4  | 0   | Matt Parry                | 10     | 70     | 1  | –  | 1  | –  | –  | –  |
| 5  | +1  | Nyck de Vries             | 10     | 65     | –  | 1  | 1  | 1  | –  | –  |
| 6  | +3  | Jake Hughes               | 10     | 52     | 1  | 1  | –  | 1  | 1  | 1  |
| 7  | −2  | Ralph Boschung            | 10     | 48     | 1  | –  | –  | –  | 1  | 1  |
| 8  | −1  | Nirei Fukuzumi            | 10     | 43     | –  | –  | 1  | –  | –  | 2  |
| 9  | −1  | Jake Dennis               | 10     | 39     | –  | –  | 1  | –  | 2  | 2  |
| 10 | +2  | Jack Aitken               | 10     | 38     | –  | 1  | –  | –  | –  | –  |
| 11 | −1  | Arjun Maini               | 6      | 32     | –  | 1  | –  | –  | –  | –  |
| 12 | −1  | Óscar Tunjo               | 4      | 18     | –  | 1  | –  | –  | 1  | –  |
| 13 | +2  | Santino Ferrucci          | 10     | 18     | –  | –  | –  | –  | –  | –  |
| 14 | −1  | Álex Palou                | 10     | 13     | –  | 1  | –  | –  | –  | –  |
| 15 | −1  | Kevin Jörg                | 10     | 13     | –  | –  | –  | –  | –  | –  |
| 16 | 0   | Sandy Stuvik              | 10     | 8      | –  | –  | –  | –  | –  | 1  |
| 17 | 0   | Steijn Schothorst         | 10     | 6      | –  | –  | –  | –  | –  | 2  |
| 18 | 0   | Matewos Isaakian          | 10     | 5      | –  | –  | –  | –  | –  | 3  |
| 19 | 0   | Artur Janosz              | 10     | 2      | –  | –  | –  | –  | –  | 1  |
| 20 | +3  | Tatiana Calderón          | 10     | 1      | –  | –  | –  | –  | –  | 1  |
| 21 | −1  | Akash Nandy               | 10     | 0      | –  | –  | –  | –  | –  | 3  |
| 22 | −1  | Richard Gonda             | 6      | 0      | –  | –  | –  | –  | –  | 1  |
| 23 | −1  | Konstantin Tierieszczenko | 10     | 0      | –  | –  | –  | –  | –  | 2  |
| 24 | 0   | Giuliano Alesi            | 8      | 0      | –  | –  | –  | –  | –  | 2  |
| 25 | 0   | Mahaveer Raghunathan      | 2      | 0      | –  | –  | –  | –  | –  | –  |
| P  | +/− | Kierowca                  | Starty | Punkty | P1 | P2 | P3 | PP | NO | NS |

### Zespoły
| P | +/− | Konstruktor         | Starty | Punkty | P1 | P2 | P3 | PP | NO | NS |
| - | --- | ------------------- | ------ | ------ | -- | -- | -- | -- | -- | -- |
| 1 | 0   | ART Grand Prix      | 40     | 349    | 5  | 4  | 5  | 8  | 6  | 4  |
| 2 | +1  | Trident             | 38     | 125    | 2  | 1  | 3  | –  | –  | 4  |
| 3 | −1  | Koiranen GP         | 32     | 123    | 2  | –  | 1  | –  | 1  | 4  |
| 4 | +1  | DAMS                | 30     | 83     | 1  | 1  | –  | 1  | 1  | 1  |
| 5 | −1  | Arden International | 30     | 78     | –  | 1  | 1  | –  | 2  | 3  |
| 6 | 0   | Jenzer Motorsport   | 26     | 50     | –  | 2  | –  | –  | 1  | 4  |
| 7 | 0   | Campos Racing       | 30     | 19     | –  | 1  | –  | –  | –  | 4  |
| P | +/− | Kierowca            | Starty | Punkty | P1 | P2 | P3 | PP | NO | NS |